# Il vegetale
Il vegetale ist eine italienische Abenteuer-Filmkomödie aus dem Jahr 2018 mit dem italienischen Komiker und Sänger Fabio Rovazzi. Die Regie führte Gennaro Nunziante.

## Hintergrund
Ursprünglich produziert mit einem Gesamtbudget von 7 Millionen Euro, konnte Il Vegetale jedoch bereits in den ersten zwei Spieltagen 5 Millionen einspielen.
Der Film wurde von Walt Disney Pictures in Italien produziert und von The Walt Disney Company veröffentlicht.

## Synchronisation
Die deutsche Synchronisation führte RC Productions durch.
| Rolle           | Darsteller       | Deutscher Sprecher |
| --------------- | ---------------- | ------------------ |
| Fabio Rovazzi   | Fabio Rovazzi    | David Nathan       |
| Luca Rovazzi    | Luca Zingaretti  | Bastian Pastewka   |
| Armando Picca   | Ninni Bruschetta | Martin Umbach      |
| Maria Rossi     | Paola Calliari   | Paola Calliari     |
| Barbara Rovazzi | Barbara D’Urso   | Barbara D’Urso     |